# Bonalumban
Bonalumban is een bestuurslaag in het regentschap Tapanuli Tengah van de provincie Noord-Sumatra, Indonesië. Bonalumban telt 1994 inwoners (volkstelling 2010).